# Reino de Romerike
El reino de Romerike o Raumarike es el antiguo nombre de una región histórica, al noreste de Oslo, antiguo reino de Noruega. Actualmente su superficie corresponde, aproximadamente, a la provincia de Akershus.

## Etimología
La forma original en nórdico antiguo fue Raumaríki (también Raumafylki), pero el nombre debe ser mucho más antiguo. El primer elemento es el genitivo plural de raumr ('persona de Romerike'), el último elemento es ríki ('reino'), (ver Ringerike y Ranrike). En la Era vikinga era la parte baja de Glomma llamada Raumelfr ('río de los raums'). El historiador Jordanes ya había denominado a los habitantes de la región como raumariciae.

## Historia
Antes de la unificación de Noruega por Harald I, Romerike era un reino independiente que tuvo su momento de grandeza entre los siglos V y VII. Jordanes escribió en su Getica sobre una tribu emplazada en "Scandza" (Escandinavia) que llamó Raumarici y que parece ser el mismo nombre que Raumariki.
En las obras legendarias Beowulf y Widsith, se menciona la tribu como Heaðo-Reamas (Reamas luchadores, por la correspondencia entre Reamas y Raumar comparado con, por ejemplo Gautas y Gautar).
La Noruega de la Era Vikinga estuvo dividida en pequeños reinos independientes gobernados por caudillos que gobernaban los territorios, competían por la supremacía en el mar e influencia política, y buscaban alianzas o el control sobre otras familias reales, bien de forma voluntaria o forzadas. Estas circunstancias provocaron periodos turbulentos y vidas heroicas como se recoge en la saga Heimskringla del escaldo islandés Snorri Sturluson en el siglo XIII. Heimskringla relata que fue gobernada por Sigurd Ring y Ragnar Lodbrok durante el siglo VIII. En el siglo IX Halfdan el Negro para afianzar su dominio tuvo que derrotar y matar en batalla al previo gobernante, Sigtryg Eysteinsson y en sucesivas batallas al hermano y sucesor Eystein. Tras la muerte de Halfdan, el rey sueco Erik Eymundsson tomó el poder, pero fue conquistado por el rey noruego Harald I y su ambición por unificar los reinos noruegos. 
El corazón del reino era Sand, entre Jessheim y Garder, donde anteriormente ya existieron asentamientos, el suelo era cultivable y los bosques ricos en recursos. Su nombre pudo derivar de Raum elfr, un viejo apelativo del río Glomma.

### Sagas
En las sagas Hversu Noregr byggdist y Thorsteins saga Víkingssonar, el nombre del reino se atribuye al rey Raum el Viejo. Según Thorsteins saga, los miembros de la familia real eran grandes, toscos y feos, y por esa razón fueron llamados "los grandes de Raumar".